# 沙人 (壮族民系)
西南少數民族名，自稱为布雅衣、布雅依 (bu Yai / [pu4ˀjui4])、布越 (bu Yei)，与部分廣西、貴州布依族相同，他称富寧「土族」、普廳、沙人、沙族，主要使用各种桂邊壮语和丘北壮语。
可能为从宋末元初时的西原蠻、牂牁蠻等民族分化出来，因其首領沙氏而得名。明代沙人主要分布于廣南府富州、廣西府維摩州和曲靖府羅平州，清代沙人则主要分布于廣南府、廣西府、曲靖府、臨安府、開化府等五府，亦有少数散處于元江府、澄江府、普洱府，并分化为白沙人和黑沙人，其中廣南府沙人主要分布在其東北部、北部及富州，廣西府沙人集中聚居在師宗州。
另外，部分沙人也迁徙并可能分布于越南、老挝、緬甸境內，1953年人口普查时，约有112,433人，民族識別后沙人分別被歸入壯族和布依族。